# Võ Hoài Việt
Võ Hoài Việt là một tướng lĩnh Công an nhân dân Việt Nam, cấp bậc Trung tướng, và là võ sư Vovinam, có đẳng cấp Hồng đai Đệ Nhị đẳng. Ông nguyên là Phó Tổng cục trưởng Tổng cục An ninh, Bộ Công an (Việt Nam). Hiện nay, ông là Phó chủ tịch Liên đoàn Vovinam Việt Nam nhiệm kì 3, phụ trách Lực lượng vũ trang.

## Sự nghiệp
Ngày 25 tháng 4 năm 2007, ông được Thủ tướng Chính phủ Nguyễn Tấn Dũng thăng quân hàm từ Đại tá lên Thiếu tướng Công an nhân dân Việt Nam (quyết định số 503/QĐ-TTg). Lúc này ông đang giữ chức vụ Phó Tổng cục trưởng Tổng cục An ninh, Bộ Công an (Việt Nam).
Tháng 3 năm 2015, ông là Trung tướng, Phái viên của Bộ trưởng Bộ Công an (Việt Nam).
Ngày 24 tháng 5 năm 2015, tại Tổ đường môn phái Vovinam – Việt Võ đạo ở Thành phố Hồ Chí Minh, ông được thăng cấp Hồng đai Đệ Nhị đẳng.
Tháng 12 năm 2015, ông là cấp bậc Trung tướng, Phó Tổng cục trưởng Tổng cục An ninh, Bộ Công an (Việt Nam) phụ trách phía nam Việt Nam.
Ngày 22 tháng 6 năm 2017, ông được bầu giữ chức vụ Phó Chủ tịch Liên đoàn Vovinam Việt Nam nhiệm kì 3.

## Lịch sử thụ phong quân hàm
| Năm thụ phong | 2007        | 2015        |
| ------------- | ----------- | ----------- |
| Quân hàm      |             |             |
| Cấp bậc       | Thiếu tướng | Trung tướng |